# Ladce
Ladce (hongrois : Lédec) est un village de Slovaquie situé dans la région de Trenčín.

## Planimétrie
Le village est situé dans une vallée de la rivière Váh, dans une partie que l'on peut appeler le bassin d'Ilava, à gauche de Váh et directement auprès de canal de Nosice. L'altitude moyenne de ce village est de 250 m. Il y a deux ruisseaux qui coulent dans le village - Lúčkovský potok et une branche du ruisseau Slatinský qui s'y écoule de Beluša. On peut diviser le village en deux parties autonomes - Tunežice et Ladce - mais aussi en autres parties quasi autonomes comme Horné Ladce, Podkalište ou du hameau Podlavičky.

## Histoire
La première mention écrite du village date de 1469 lorsqu'il appartenait aux familles nobles comme Hatňansky et Štefek. Ensuite le village faisait partie de la domination du château Košeca. Sa partie autonome Tunežice est mentionnée pour la première fois même en 1397. En 1828, il y avait 63 maisons et 234 habitants qui s'occupaient surtout de l'agriculture. Ce caractère agricole a changé en 1889 quand y fut bâtie la cimenterie. Le village a commencé à s'agrandir et on y a installé le chemin de fer et beaucoup de nouvelles maisons. Pendant la Seconde Guerre mondiale les Nazis ont tué 19 hommes.
Lors de fouilles on a trouvé des sépultures du peuple lusacien.
C'est le village natal du poète réaliste socialiste Pavol Koyš.

## Population
| Année:               | 1994. | 2004.   | 2014.   | 2024.   |
| -------------------- | ----- | ------- | ------- | ------- |
| Nombre de personnes: | 2605  | 2561    | 2648    | 2462    |
| Différence:          |       | -1,68 % | +3,39 % | -7,02 % |

| Année:               | 2023. | 2024.   |
| -------------------- | ----- | ------- |
| Nombre de personnes: | 2482  | 2462    |
| Différence:          |       | -0,80 % |

### Structure ethnique de la population
Slovaques - 95,78%
Roms - 1,23%
Tchèques - 0,54%
et autres

### Structure religieuse de la population
Catholiques Romains - 83,63%
Non-Croyants - 9,77%
Protestants - 1,03%
et autres

## Monuments
Dans le village nous pouvons trouver une église catholique datée de 1747, aussi comme un manoir baroque dont l'église fait partie. Le manoir a été modifié en 1792 et dès le début du XXe siècle il a servi comme monastère. Près du manoir se trouve un parc de 4 hectares avec une allée de tilleuls.